# Manbhoom
Manbhoom — метеорит-хондрит масою 1500 грам.